# Христо Алексиев (политик)
Христо Алексиев е български политик, заместник министър-председател по икономическите политики и министър на транспорта и съобщенията, назначен на 2 август 2022 г. Бил е министър на транспорта, информационните технологии и съобщенията през 2017 и през 2021 година.

## Биография
Роден е на 19 септември 1980 г. През 2004 година завършва политология в Пловдивския университет, а след това магистратура по „Международни икономически отношения“ в УНСС (2008).
През 2017 година като ресорен министър, Христо Алексиев спира икономически небалансирана процедура за концесия на летище „София“.
През 2021 година ръководи и успява да разреши една от най-големите екологични и логистични кризи в българската акватория на Черно море – засядането на товарния кораб „Вера Су“, с бедстващ екипаж на борда и хиляди тонове азотен тор и гориво.
През 2022 година ръководи Кризисен щаб за енергетиката в Министерски съвет. Основната му задача е да компенсира забавянето на газовата връзка с Гърция, която осигурява енергийна независимост на страната; да осигури стабилни доставки на природен газ за бизнеса и домакинствата на поносими цени; както и да постигне енергийна диверсификация за българската държава. През август Алексиев заявява на пресконференция, „няма осигурени количества газ за октомври“, и че „Газ, осигурен на каквато и да е цена, не върши работа на бизнеса и на населението. Няма как да има компенсации в момента, защото няма действащо Народно събрание“.
Присъстващият заедно с Алексиев на конференцията енергиен министър Росен Христов заявява, че „очевидно ще трябва да водим преговори с „Газпром“, имайки предвид подновяване на прекъснатите от „Газпром“ по-рано през същата година доставки на природен газ от Русия. Няколко седмици по-късно става ясно, че доставките на газ са осигурени от други източници без да се преговаря с „Газпром“.